# Campionato italiano di beach soccer 2023
La Serie Aon 2023 è stata la 19ª edizione della massima serie del campionato italiano di calcio da spiaggia, disputata tra il 1º giugno e il 3 agosto 2023 e conclusa con la vittoria del Viareggio, al suo secondo titolo, che ha battuto in finale il Catania.
Capocannoniere del torneo è stato Eudin (Catania SSD) con 19 reti.

## Formato
La Serie A 2023 è composta da 17 squadre divise in due gironi chiamati Poule Scudetto e Poule Promozione. La strada per il titolo di Campione d'Italia è suddivisa in 5 tappe.
Le prime sette classificate della Poule Scudetto e la prima della Poule Promozione, si qualificano alla fase finale di Viareggio in programma dal 28 al 30 luglio, dove si assegnerà il titolo di Campione d'Italia. Come nell'edizione del 2022, la penultima classificata della Poule Scudetto e la seconda, terza e quarta classificata della Poule Promozione, disputeranno i play-off (con partite di solo andata) per l'acquisizione di un'ulteriore diritto ad iscriversi alla Poule Scudetto 2024.

## Calendario
Le date stabilite dalla federazione:
| Data         | Paese             | Città                    | Stage                     |
| ------------ | ----------------- | ------------------------ | ------------------------- |
| 1–2 giugno   | Italia (bandiera) | San Benedetto del Tronto | 1ª tappa Poule Promozione |
| 2–3 giugno   | Italia (bandiera) | San Benedetto del Tronto | 1ª tappa Poule Scudetto   |
| 23–25 giugno | Italia (bandiera) | Lignano Sabbiadoro       | 2ª tappa Poule Promozione |
| 8–9 luglio   | Italia (bandiera) | Catania                  | 3ª tappa Poule Promozione |
| 12–15 luglio | Italia (bandiera) | Catania                  | 2ª tappa Poule Scudetto   |
| 21–23 luglio | Italia (bandiera) | Cirò Marina              | 3ª tappa Poule Scudetto   |
| 28–30 luglio | Italia (bandiera) | Viareggio                | Finali                    |
| 1–3 agosto   | Italia (bandiera) | Viareggio                | Play-off Poule Promozione |

## Squadre partecipanti

### Poule scudetto
| Club            | Città                    | Stagione precedente                                          |
| --------------- | ------------------------ | ------------------------------------------------------------ |
| Catania         | Catania                  | 5º posto nella Fase finale                                   |
| Catania SSD     | Catania                  | 9º posto nella Poule Scudetto                                |
| Icierre Lamezia | Lamezia Terme            | 3º posto nella Poule Promozione                              |
| Milano          | Milano                   | 1º posto nella Poule Promozione / 7º posto nella Fase finale |
| Napoli          | Napoli                   | 3º posto nella Fase finale                                   |
| Pisa            | Pisa                     | Campione                                                     |
| Mare di Roma    | Roma                     | 8º posto nella Fase finale                                   |
| Sambenedettese  | San Benedetto del Tronto | 6º posto nella Fase finale                                   |
| Viareggio       | Viareggio                | 2º posto nella Fase finale                                   |

### Poule promozione
| Club     | Città          | Stagione precedente             |
| -------- | -------------- | ------------------------------- |
| Bologna  | Bologna        | 7º posto nella Poule Promozione |
| Cagliari | Cagliari       | 2º posto nella Poule Promozione |
| Chiavari | Chiavari       | 4º posto nella Poule Promozione |
| FVG      | Udine          | Esordiente                      |
| Genova   | Genova         | 6º posto nella Poule Promozione |
| Naxos    | Giardini-Naxos | 9º posto nella Poule Promozione |
| Sicilia  | Catania        | 8º posto nella Poule Scudetto   |
| Vastese  | Vasto          | 8º posto nella Poule Promozione |

## Poule Promozione

### Classifica
|  | Pos. | Squadra  | Pt | G | V | V+ | Vr | P | GF | GS | DR  |
|  | ---- | -------- | -- | - | - | -- | -- | - | -- | -- | --- |
|  | 1.   | FVG      | 18 | 7 | 6 | 0  | 0  | 1 | 44 | 26 | +18 |
|  | 2.   | Sicilia  | 17 | 7 | 5 | 1  | 0  | 1 | 34 | 23 | +11 |
|  | 3.   | Chiavari | 12 | 7 | 4 | 0  | 0  | 3 | 29 | 28 | +1  |
|  | 4.   | Cagliari | 9  | 7 | 3 | 0  | 0  | 4 | 29 | 31 | -2  |
|  | 5.   | Genova   | 6  | 7 | 2 | 0  | 0  | 5 | 24 | 31 | -7  |
|  | 6.   | Vastese  | 6  | 7 | 2 | 0  | 0  | 5 | 21 | 25 | -4  |
|  | 7.   | Naxos    | 5  | 7 | 1 | 1  | 0  | 5 | 26 | 36 | -10 |
|  | 8.   | Bologna  | 5  | 7 | 1 | 0  | 2  | 4 | 23 | 30 | -7  |

Legenda:
      Ammessa alla fase finale e promossa in Poule Scudetto 2024.
      Ammesse ai play-off per la conquista di un posto della Poule Scudetto 2024.
Regolamento:
Tre punti per la vittoria nei tempi regolamentari, due nel tempo supplementare, uno ai calci di rigore, zero per la sconfitta.

### Play-off Promozione
| Squadra 1   | Risultato   | Squadra 2   |
| 1ª giornata | 1ª giornata | 1ª giornata |
| ----------- | ----------- | ----------- |
| Cagliari    | 2 - 4       | Milano      |
| Sicilia     | 1 - 2       | Chiavari    |
| 2ª giornata |             |             |
| Milano      | 4 - 2       | Sicilia     |
| Chiavari    | 6 - 4       | Cagliari    |
| 3ª giornata |             |             |
| Cagliari    | 3 - 7       | Sicilia     |
| Milano      | 8 - 3       | Chiavari    |

|  | Pos. | Squadra  | Pt | G | V | V+ | Vr | P | GF | GS | DR |
|  | ---- | -------- | -- | - | - | -- | -- | - | -- | -- | -- |
|  | 1.   | Milano   | 9  | 3 | 3 | 0  | 0  | 0 | 16 | 7  | +9 |
|  | 2.   | Chiavari | 6  | 3 | 2 | 0  | 0  | 1 | 11 | 13 | -2 |
|  | 3.   | Sicilia  | 3  | 3 | 1 | 0  | 0  | 2 | 10 | 9  | +1 |
|  | 4.   | Cagliari | 0  | 3 | 0 | 0  | 0  | 3 | 9  | 17 | -8 |

Legenda:
      Ammessa alla Poule Scudetto 2024.
Regolamento:
Tre punti per la vittoria nei tempi regolamentari, due nel tempo supplementare, uno ai calci di rigore, zero per la sconfitta.

## Poule Scudetto

### Classifica
|  | Pos. | Squadra         | Pt | G | V | V+ | Vr | P | GF | GS | DR  |
|  | ---- | --------------- | -- | - | - | -- | -- | - | -- | -- | --- |
|  | 1.   | Napoli          | 18 | 8 | 6 | 0  | 0  | 2 | 38 | 22 | +16 |
|  | 2.   | Viareggio       | 18 | 8 | 6 | 0  | 0  | 2 | 43 | 18 | +25 |
|  | 3.   | Pisa            | 17 | 8 | 4 | 2  | 1  | 1 | 34 | 29 | +5  |
|  | 4.   | Catania SSD     | 13 | 8 | 3 | 1  | 2  | 2 | 39 | 30 | +9  |
|  | 5.   | Catania         | 12 | 8 | 4 | 0  | 0  | 4 | 31 | 32 | -1  |
|  | 6.   | Mare di Roma    | 6  | 8 | 2 | 0  | 0  | 6 | 21 | 44 | -23 |
|  | 7.   | Sambenedettese  | 6  | 8 | 2 | 0  | 0  | 6 | 25 | 25 | 0   |
|  | 8.   | Milano          | 4  | 8 | 1 | 0  | 1  | 6 | 24 | 35 | -11 |
|  | 9.   | Icierre Lamezia | 3  | 8 | 1 | 0  | 0  | 7 | 21 | 41 | -20 |

Legenda:
      Ammesse alla fase finale.
      Ammessa ai play-off per il mantenimento/conquista di un posto della Poule Scudetto 2024.
      Retrocessa in Poule Promozione 2024.
Regolamento:
Tre punti per la vittoria nei tempi regolamentari, due nel tempo supplementare, uno ai calci di rigore, zero per la sconfitta.

## Play-off

### Tabellone
I numeri a sinistra delle griglie indicano il piazzamento nella Poule.
|  | Quarti di finale | Quarti di finale | Quarti di finale |  |    | Semifinali | Semifinali | Semifinali |  |    | Finale | Finale                 | Finale                 |                        |  |
|  |                  |                  |                  |  |    |            |            |            |  |    |        |                        |                        |                        |  |
|  |                  |                  |                  |  |    |            |            |            |  |    |        |                        |                        |                        |  |
|  | 3.               | Pisa             | 7                |  |    |            |            |            |  |    |        |                        |                        |                        |  |
|  | 6.               | Mare di Roma     | 5                |  |    |            |            |            |  |    |        |                        |                        |                        |  |
|  |                  |                  |                  |  | 3. | Pisa       | 4          |            |  |    |        |                        |                        |                        |  |
|  |                  |                  |                  |  |    | 2.         | Viareggio  | 5          |  |    |        |                        |                        |                        |  |
|  | 2.               | Viareggio        | 5                |  |    |            |            |            |  |    |        |                        |                        |                        |  |
|  | 7.               | Sambenedettese   | 4                |  |    |            |            |            |  |    |        |                        |                        |                        |  |
|  |                  |                  |                  |  |    |            |            |            |  |    | 2.     | Viareggio              | 9                      |                        |  |
|  |                  |                  |                  |  |    |            |            |            |  |    | 4.     | Catania                | 2                      |                        |  |
|  | 4.               | Catania SSD      | 2                |  |    |            |            |            |  |    |        |                        |                        |                        |  |
|  | 5.               | Catania          | 4                |  |    |            |            |            |  |    |        | Finale per il 3º posto | Finale per il 3º posto | Finale per il 3º posto |  |
|  |                  |                  |                  |  | 4. | Catania    | 6          |            |  |    |        |                        |                        |                        |  |
|  |                  |                  |                  |  |    | 1.         | Napoli     | 3          |  |    | 3.     | Pisa                   | 4                      |                        |  |
|  | 1.               | Napoli           | 3                |  |    |            |            |            |  | 1. | Napoli | 3                      |                        |                        |  |
|  | (1).             | FVG              | 2                |  |    |            |            |            |  |    |        |                        |                        |                        |  |

### Finale in dettaglio

#### Tabellino
| Arbitro: | Innaurato, Fagnano, Romani (Lanciano, Termoli, Modena) |

| |            | |
| Ze Lucas 2pt’, 8st’ Carpita 10pt’, 9st’ Bertacca 7st’ Leo Martins 2tt’ Petracci 3tt’ Remedi 9tt’ Fazzini 11tt’ | Marcatori  | 4pt’ Giordani 7st’ Catarino                                                                                                  |
| Carpita Ghilarducci Bertacca Pugliese Genovali Ozu Ze Lucas Remedi Santini Petracci Leo Martins Fazzini        | Formazioni | Rafael Padilha Sanfilippo Catarino Rafael Farinha De Nisi Palazzolo Zurlo Be Martins Percia Montani Fred Barbagallo Giordani |
| Corosiniti | Allenatori | Fabricio Santos |

### Finale 3º-4º posto
| Squadra 1 | Risultato | Squadra 2 |
| --------- | --------- | --------- |
| Pisa      | 4 - 3     | Napoli    |

## Piazzamenti
Le partite per i piazzamenti:

### Semifinali 5º-8º posto
| Squadra 1    | Risultato       | Squadra 2      |
| ------------ | --------------- | -------------- |
| Mare di Roma | 3 - 3 (3-4 dtr) | Sambenedettese |
| Catania SSD  | 8 - 7           | FVG            |

### Finale 7º-8º posto
| Squadra 1    | Risultato | Squadra 2 |
| ------------ | --------- | --------- |
| Mare di Roma | 7 - 5     | FVG       |

### Finale 5º-6º posto
| Squadra 1      | Risultato   | Squadra 2   |
| -------------- | ----------- | ----------- |
| Sambenedettese | 3 - 4 (dts) | Catania SSD |

## Classifica finale
| Posizione | Squadra        |
| --------- | -------------- |
|           | Viareggio      |
| 2         | Catania        |
| 3         | Pisa           |
| 4         | Napoli         |
| 5         | Catania SSD    |
| 6         | Sambenedettese |
| 7         | Mare di Roma   |
| 8         | FVG            |